# Hartmut Sommerschuh

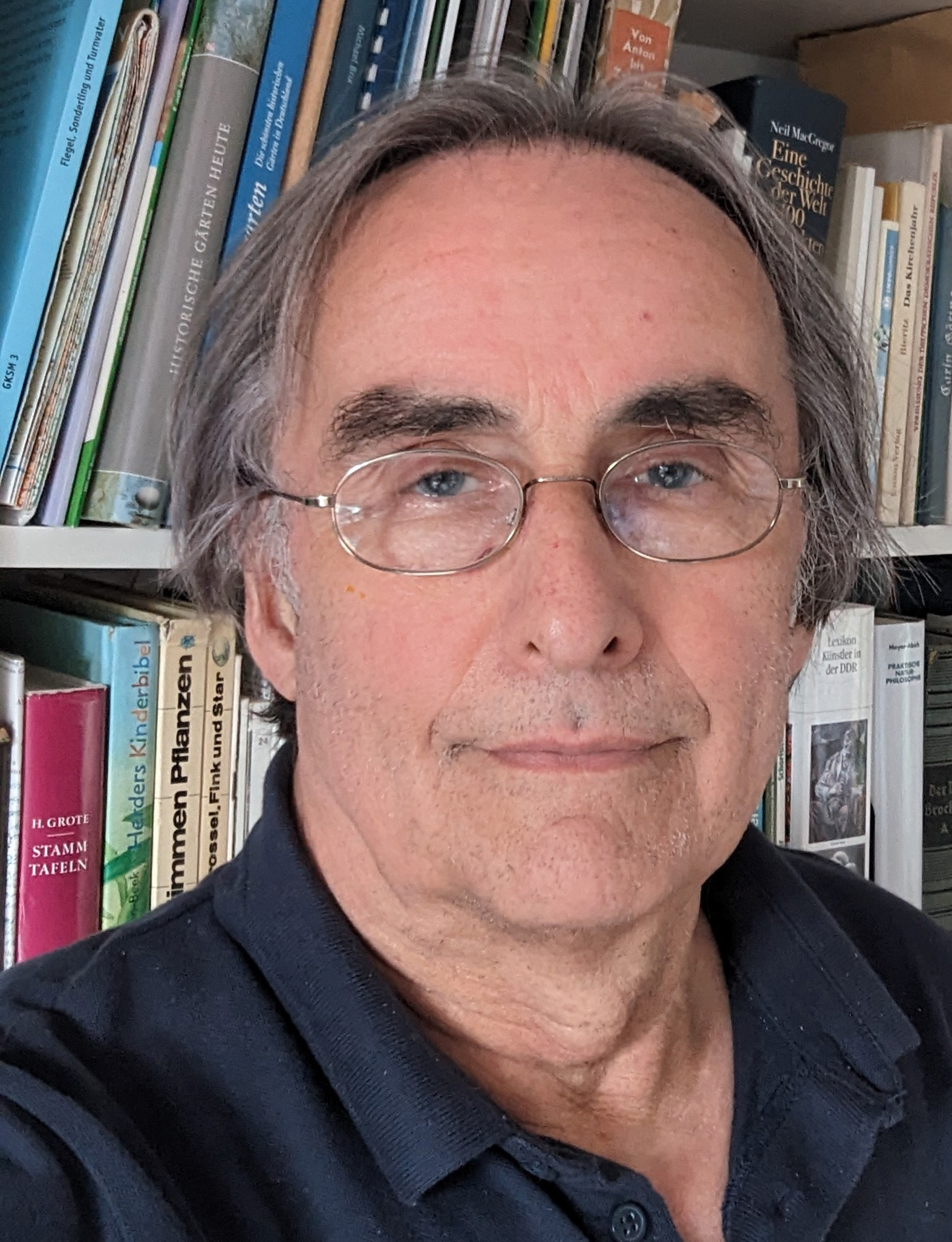
Hartmut Sommerschuh (2024)

Hartmut Sommerschuh (* 26. Juni 1951 in Leisnig) ist ein deutscher Umweltjournalist, Autor und Regisseur. Von November 1989 bis 2016 war er verantwortlicher Redakteur der Umweltsendereihe Ozon im Fernsehen der DDR und später im Rundfunk Berlin Brandenburg. Nach der Verabschiedung des Nationalparkprogramms der DDR war er von 1993 bis 2000 Vorsitzender des Vereins Naturpark Märkische Schweiz e. V.

## Leben
Hartmut Sommerschuh lernte in einer „Spezialklasse mit Berufsausbildung“ der Polytechnischen Oberschule Peter Apian den Beruf des Facharbeiters für Maschinenbau und arbeitete im VEB Spinnereimaschinenbau Leisnig, einem Zweigwerk des Kombinats TEXTIMA. In seiner Freizeit wurde er Schüler des Malers und Grafikers Karl Wagler, besuchte Theaterproben in Döbeln und Leipzig. Nach dem Abitur an der Abendschule absolvierte er von 1970 bis 1971 ein Volontariat beim Fernsehen der DDR unter dem Regisseur, Grafiker und Puppenspieler Hans Schroeder.
Von 1971 bis 1975 studierte er Regie an der Hochschule für Film und Fernsehen (HFF), heute Filmuniversität Babelsberg Konrad Wolf, in Potsdam. Zusammen mit seiner ersten Frau Riamara Sommerschuh veröffentlichte er danach beim Bereich Agrarpolitik im Fernsehen der DDR erste Sendungen zu Natur- und Umweltfragen. Dazu gehörte 1980 ein Porträt des Landschaftsarchitekten Otto Rindt und 1982 Landschaft nach der Kohle, ein aufwändiger Film über Landschaftsverluste und die Rekultivierungsbemühungen in den Braunkohlegebieten der Lausitz. Ihr 1983 erschienener gemeinsamer Film Landschaft ohne Zäune über Erna und Kurt Kretschmann, die Nestoren des DDR-Naturschutzes und Erfinder des Zeichens mit der Eule, löste eine Flut begeisterter Zuschriften, aber auch harsche Kritik und ein Wiederholungsverbot durch die Fernsehverantwortlichen wegen „konterevolutionärer Tendenzen“ aus. Trotz der kommunistischen Gesinnung und einstigen Verfolgung von Kurt Kretschmann durch die Gestapo wurde dem Autorenpaar Sommerschuh eine unsozialistische „Außenseiterrolle“ der Kretschmanns im Film vorgeworfen. Die bezog sich vor allem auf ihre Haltung als Pazifisten und Vegetarier.
Für die Ende 1983 gegründete Sendereihe Kreisläufe initiierte und drehte Hartmut Sommerschuh vorwiegend mit dem Kameramann Werner Peter knapp 40 Beiträge zu Umweltschutzproblemen in der DDR-Landwirtschaft. Nach einem Verbot von Kreisläufe noch im Sommer 1989 durch das Politbüromitglied Werner Krolikowski erstritt Hartmut Sommerschuh zusammen mit engagierten Kollegen und Wissenschaftlern im DDR-Fernsehen die ab November 1989 bestehende Sendereihe und gleichnamige Redaktion Ozon. Ausschlaggebend war dafür ein am 9. November 1989 im Bauernecho erschienener Protestartikel. Sommerschuh war bis zur Fusion von Sender Freies Berlin (SFB) und Ostdeutschem Rundfunk Brandenburg (ORB) 2003 Redaktionsleiter von Ozon, blieb bis 2016 im Rundfunk Berlin Brandenburg (RBB) gemeinsam mit Heiderose Häsler verantwortlicher Redakteur.
Der von ihm 1999 während des Jugoslawienkrieges angestoßene und verantwortete Film Bomben auf Chemiewerke (Autor: Sascha Adamek) gehörte neben Beiträgen über den Einsatz von Uranmunition und die Geschichte der deutschen chemischen Kampfstoffe Tabun und Sarin zu den engagiertesten Sendungen der Redaktion. Wegen der NATO-kritischen Schilderung des völkerrechtswidrigen Chemiekrieges gegen das serbische Pančevo wollte der ORB die Aufführung des Films verhindern. Arte jedoch unterstützte Hartmut Sommerschuh und seine Autoren und bestand auf einer Ausstrahlung.
Die Sendereihe Ozon mit Hellmuth Henneberg als Moderator war bis zu ihrer Absetzung 2015 eine der langlebigsten für Umwelt und Wissenschaft im deutschen Fernsehen. Fünf Versuche, die es seit 1993 gab, die Sendereihe in ORB und RBB wieder abzusetzen, konnten durch Sommerschuhs Wirken und Proteste von außen verhindert werden.

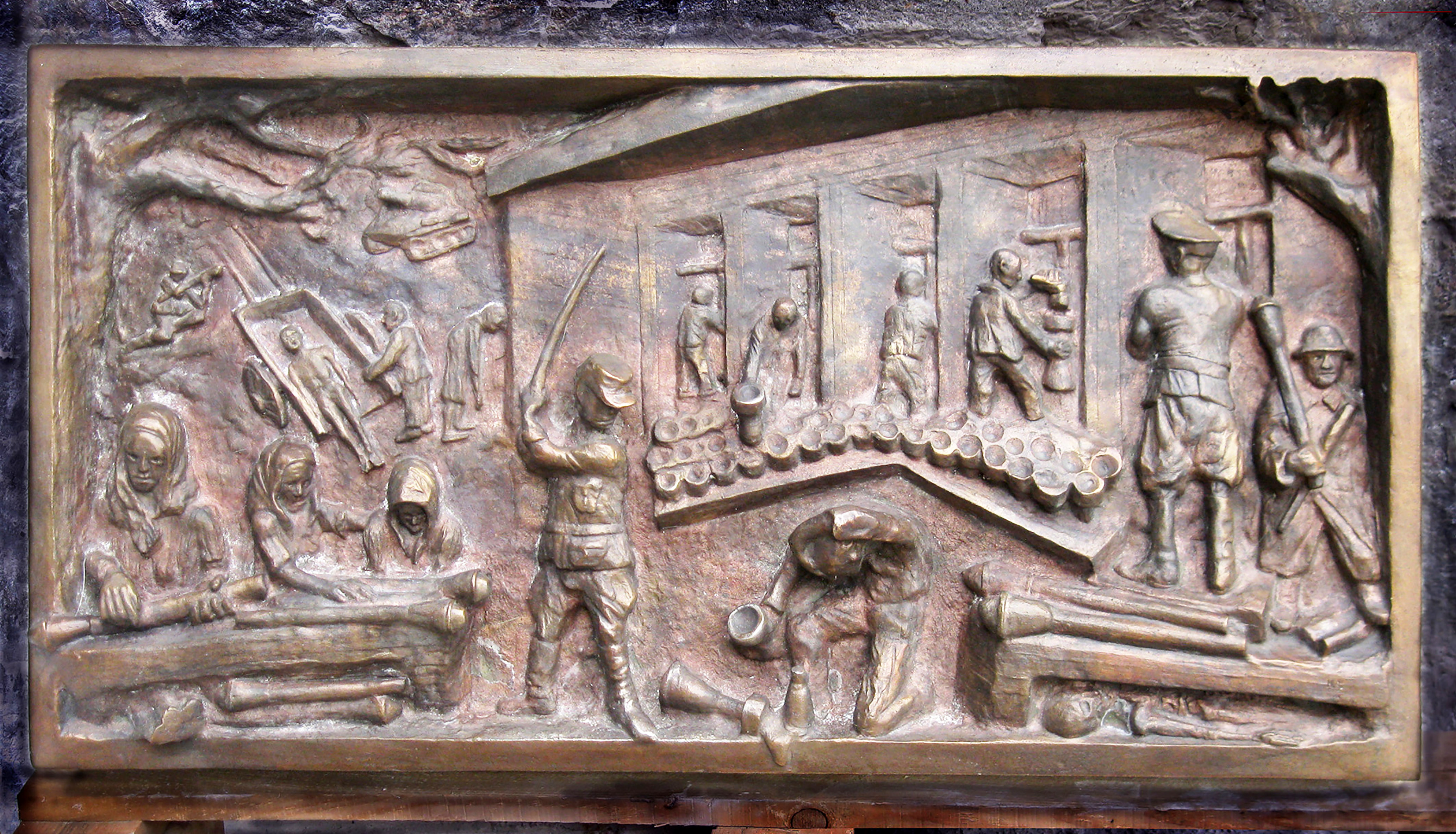
Bronzerelief für die Gedenkstätte des KZ-Außenlagers Schlieben-Berga

Allein für die ostdeutschen Naturschutzpioniere und Initiatoren des Nationalparkprogramms der DDR um Michael Succow, aber auch für Umweltverbände wie den NABU, den BUND, die Grüne Liga und die Stiftung Naturschutz Berlin, die Deutsche Umwelthilfe (DUH), den Umweltbauftragten der Evangelischen Kirche Berlin-Brandenburg-schlesische Oberlausitz Reinhard Dalchow und viele Wissenschaftsinstitute und Verbände wie proWissen Potsdam e. V. aus der Region Berlin-Brandenburg war Hartmut Sommerschuh mit seinen Ozon-Kollegen und -Autoren über 26 Jahre ein wichtiger Vermittler im öffentlich-rechtlichen Fernsehen.
Auch in tagespolitischen Printmedien meldet er sich zu Wort, so in der Tageszeitung junge Welt, der Zeitschrift Ossietzky und in der Berliner Zeitung.
Zusammen mit der Gießerei Wilfried Hann in Wegendorf bei Altlandsberg schuf Sommerschuh ein Bronzerelief für die Gedenkstätte des KZ-Außenlagers Schlieben-Berga. Es wurde am 23. April 2022 zusammen mit zwei anderen Gedenktafeln in Anwesenheit des Ministerpräsidenten Brandenburgs, Diemar Woidke, eingeweiht.
1990 gründete Sommerschuh mit Freunden und Kollegen den Förderverein für Öffentlichkeitsarbeit im Natur- und Umweltschutz FÖN e.V., der nach der Wende Heimstatt eines Arbeitskreises deutsch-deutscher Umweltschriftsteller und einer Berliner Jugendgruppe für Grafik, Malerei und Umweltpflege unter Leitung von Gilbert Waligora wurde und bis heute das Brandenburger Umweltfestival ÖKOFILMTOUR veranstaltet.
Hartmut Sommerschuh war 1993–2000 Vorsitzender des Vereins Naturpark Märkische Schweiz e.V. Zusammen mit engagierten Vorstandsmitgliedern konnte er ab 1991 die ehemalige Tourismusstation „Drei Eichen“ in Buckow vor der Schließung retten und zu einem bedeutenden Besucherzentrum für Natur- und Umwelterziehung in Brandenburg ausbauen. Von 1993 bis 2009 war er auch Mitglied des Naturschutzbeirates bei der Landesregierung Brandenburgs.
Hartmut Sommerschuh hat vier Kinder. Er ist in zweiter Ehe mit der Kunsthistorikerin Iris Berndt verheiratet.

## Schriften
- Erinnerungen zum Film „Landschaft ohne Zäune“ (online).
- 22 Jahre OZON – Umweltberichterstattung in den Medien. Studienarchiv Umweltgeschichte an der Hochschule Neubrandenburg 16 (2011): 65–79 (PDF).
- Käthe Kollwitz in Russland. Ossietzky-Zweiwochenschrift für Politik Kultur/Wirtschaft. 17/2016.
- Grüner Journalismus im Abseits? In: Zeitschrift Libell, Heft 164, S. 1–3. Grüne Liga, abgerufen am 10. September 2018.
- DDR-Bücher vom Müll. Martin Weskott und die Bücherburg Katlenburg In: Museumsblätter, Mitteilungen des Museumsverbandes Brandenburg Nr. 18, Juni 2011. (PDF).
- Aquarell im Regen – Naturverständnis und Kunst. Gilbert Waligora und die faszinierenden Bilder seiner „Kinder“. Hendrik Bäßer Verlag, Berlin 2020.
- Der ungesühnte Chemiekrieg gegen Serbien: Wer verurteilt endlich die NATO, Berliner Zeitung, 14. Juni 2021.
- Warum Brandenburger ihr Abwasser selbst entsorgen wollen – aber nicht dürfen, Berliner Zeitung, 17. August 2022.
- Mit größter Härte, In Polen begann der deutsche Vernichtungskrieg, Auch der Hitleratentäter General Olbricht war beteiligt, Berliner Zeitung, 1. September 2022
- Lithiumabbau: Wie sich ein serbisches Dorf gegen den Bergbaugiganten RioTinto wehrt, Berliner Zeitung 6. September 2023
- Vorwärts und schnell vergessen: Das Schaffen von Lea Grundig, Berliner Zeitung, 29.Januar 2024
- Wie der Naturschutzpionier Kurt Kretschmann unbeugsam für den Frieden kämpfte, Berliner Zeitung 23. März 2024
- Bahnhof zur Hölle. In: junge welt. 12. Juni 2025, abgerufen am 16. Juni 2025.

## Filme (Auswahl)
- 1974: Vom Glück zwei Teile (mit Riamara Sommerschuh)
- 1975: Der Hamsterfänger von Hamersleben (mit Riamara Sommerschuh, Kamera Rainer Schulz)
- 1976: Gute Nacht und seid schön artig (mit Riamara Sommerschuh, Kamera Rainer Schulz)
- 1978: Im Tal des Windes – Geologen in der Mongolei
- 1979: Lebensquelle Abfall (mit Riamara Sommerschuh)
- 1980: Schönheit kann so einfach sein – Der Landschaftsgestalter Otto Rindt (mit Riamara Sommerschuh)
- 1982: Landschaft nach der Kohle (mit Riamara Sommerschuh, Kamera Werner Peter)
- 1982: Biogas-eine Alternative? (Autorin Riamara Sommerschuh)
- 1983: Landschaft ohne Zäune – Die Naturschützer Erna und Kurt Kretschmann (mit Riamara Sommerschuh, Kamera Werner Peter)
- 1983–1989: 39 Filme über ökologische Probleme der DDR-Landwirtschaft in der Sendung KREISLÄUFE
- 1989–1991: Beiträge für die Sendereihe OZON ua. über „Deutschlands Giftwaffen“
- 1992: Einfach glücklich sein? Bilder vom besseren Leben (mit Heiderose Häsler)
- 1995: Der Brandenburger Bauernkrieg (mit Iduna Wünschmann, Kamera Werner Peter)
- 1995: Ohne Bäume wird keiner groß – Naturliebe in der Kindheit
- 1996: Nervengas – eine Geheimwaffe aus Deutschland (Autor Gerd Niedermeyer)
- 1997: Bomben auf Chemiewerke (Autor Sascha Adamek)
- 1998: Was heißt schon reich sein? (mit Arndt Müller)
- 1999: Texte gegen den Krieg – Eine Lesung mit Käthe Reichelt
- 2003: Landschaften für die Enkel – Eine Odertalreise mit Michael Succow (Kamera Werner Peter, Siegfried Bergmann)
- 2009: Landschaften zum Überleben – Der Naturschutzpionier Michael Succow (mit Maren Schibilsky)
- 2009–2015: Verantwortlicher Redakteur für die „OZON unterwegs“-Sendungen:
  - Schlaflos um Schönefeld – Wie krank macht Fluglärm?
  - Zerstörte Heimat – Energiesteppen statt Landschaften?
  - CO2 versenken – Brandenburg als Endlager?
  - Jahrhundertwinter – Friedrich der Große und die Naturgewalten
  - Atomwettlauf – Das Geheimnis der Bombardierung Oranienburgs
  - Heimat unter Windrädern – der Preis der Energiewende
  - Digitale Kindheit – Leben ohne Natur?
  - Deutschlands Chemiewaffen – Forschung seit dem 1. Weltkrieg
  - Energiewende unter Hochspannung – Die Suche nach Speichern
  - Fleisch vom Fließband – Massentierhaltung und ihre Folgen
  - Die Revolution des Lichts – Wie Beleuchtung die Gesundheit verändert
  - Faszination Ackerboden – die dünne Haut der Erde
  - Das Verschwinden der Vögel – Artensterben in Brandenburg
  - Klimaschutz und Gerechtigkeit – Die Welt am Wendepunkt
  - Das Fremde – Zwischen Angst und Mitgefühl
  - Transportgiganten – Das Comeback der Luftschiffe

## Auszeichnungen
- 1997: Hans-Klose-Preis der Alfred Toepfer Stiftung F.V.S Hamburg für Verdienste im ostdeutschen Naturschutz. Dieser nur fünfmal vergebene Preis ging u. a. auch an Michael Succow und Matthias Platzeck.

Preise gemeinsam mit der Ozon-Redaktion:
- 1992: Journalistenpreis des BUND „Der grüne Zweig“
- 1994: Journalistenpreis der Deutschen Umweltstiftung
- 2002: Umwelt-Medienpreis der Deutschen Umwelthilfe[13]
- 2003: Umweltjournalistenpreis NABU Brandenburg[14]
- 2004: Deutscher Denkmalschutzpreis[15]
- 2008: Ehrenpreis der Stiftung Naturschutz Berlin
- 2011: Publikumspreis des Festivals Ökofilmtour